# Lusagyugh (Aragatsotn)
Pour l’article homonyme, voir Lusagyugh (Armavir).
Lusagyugh (en arménien Լուսագյուղ ; anciennement Gharanlegh) est une communauté rurale du marz d'Aragatsotn, en Arménie. Elle compte 812 habitants en 2009.